# سلطة الكهرباء (إسرائيل)
سلطة المرافق العامة للكهرباء في إسرائيل (بالعبرية: רשות החשמל) (باختصار – سلطة الكهرباء) هي سلطة حكومية مسؤولة عن منح خدمات تحديد الأسعار، التنظيم والمراقبة في قطاع الكهرباء في إسرائيل. اُسست السلطة عام 1996 وبالمقابل لمرور 70 عام من الامتياز لشركة الكهرباء في إسرائيل، وفي اطار قانون قطاع الكهرباء (1996). قبيل تأسيس سلطة الكهرباء كان نشاط شركة الكهرباء نفسها مع حكومة إسرائيل في مجالات مختلفة تتعلق بالتنظيم في قطاع الكهرباء في إسرائيل، مثلا مبادرة إنشاء محطات إنتاج كهرباء جديدة.

## أهم المجالات المسؤولة عنها السلطة
- تحديد قيمة أسعار الكهرباء وطرق تعديلها.
- تحديد المعايير المطلوبة للمستوى، الجودة ولجودة الخدمات التي تمنحها الجهات المختلفة التي تعمل في قطاع الكهرباء للمستهلكين، والرقابة على إملاء هذه الواجبات وفقا للمعايير التي حددتها السلطة.

- تنفيذ الرقابة على التكاليف لشركة الكهرباء. لغرض تحديد مركبات الأسعار.
- منح الخدمات للنشاط في قطاع الكهرباء. والرقابة على إملاء الشروط التي تم تحديدها في التراخيص.
- تحديد انظمة عامة لأصحاب التراخيص والمبادرة الشخصية في قطاع الكهرباء أو مع شركة الكهرباء.
- تحديد أنظمة عامة (أسعار) لتطوير ونشاط منتجي الكهرباء من الطاقات المتجددة.
- تطوير أنظمة لإدارة الاستهلاك والنجاعة.
- فحص شكاوى المستهلكين عن تزويد الخدمات والإقرار بالموضوع.
- القلق من تقليل التكاليف فب قطاع الكهرباء

## رئيس السلطة
يتم تعيين رئيس الهيئة من قبل الحكومة لمدة خمس سنوات، مع إمكانية التمديد لمدة أربع سنوات إضافية، مع امكانية لتمديدها حتى اربع سنوات إضافية، يرأس الهيئة منذ عام 2016، الدكتور عساف إيلات.

## رؤساء السلطة على مر الأجيال
| الاسم                | بداية الرئاسة | الانتهاء من الرئاسة |
| -------------------- | ------------- | ------------------- |
| البروفسور حايم ايلتا | 1.7.1995      | 31.10.2001          |
| داود اسوس            | 19.8.2001     | 31.12.2006          |
| امنون شفيرا          | 11.9.2006     | 10.4.2012           |
| أوريت فركاش هكوهين   | 26.9.2011     | 31.12.2015          |
| د. عيلاف إيلات       | 8.5.2016      | الآن                |

## أقسام السلطة – الصلاحيات، الوظائف والأهداف

### قسم التنظيم
هذا القسم مسؤول عن تحديد المعايير والأسعار لمزودي الخدمات المختلفة في قطاع الكهرباء. إن نشاط القسم يتخصص بتطوير منشآت بالطاقات المتجددة، وبفحص التأثيرات والمبالغ المالية الغير مباشرة من قذف المواد الملوثة من محطات الكهرباء التي تنتج الكهرباء من الوقود، لغرض ترخيص إنتاج من الطاقات المتجددة بواسطة تحديد مكافآت لعدم التلوث بالتعاون مع الوزارة لحماية البيئة بما في ذلك.

### قسم التمويل وإدارة المخاطر
هذا القسم يعمل لغرض تأكيد صمود اقتصادي لمنتجي الكهرباء في إسرائيل، بواسطة بلورة نماذج ومعايير لتحديد وتعديل قيم التمويل والمدخولات اللازمة على الأموال الذاتية لمنتجي الكهرباء، والتي يعبر عنها في أسعار الكهرباء المختلفة، وفقا على نماذج مالية وعلى أحداث مستقبلية. إن القسم يفحص تأثيرات الأحداث المتطرفة على الأرباح والصمود المالي لمزود الخدمات المطلوب ولمنتجي الكهرباء المستقلين ويراقب أسعار التمويل والمخاطر المالية منها. يعمل القسم أيضا على بلورة انظمة ومعايير تدعم التمويل ولمعالجة مشاكل التمويل القائمة ومرافقة اجراءات اغلاق اموال من قبل السلطة.

### قسم الحسابات والرقابة
هذا القسم مخول لتحليل التقارير المالية لمنتجي الكهرباء بواسطة التنسيق لمعطى الأسعار الذي حددته السلطة، وعلى الأغلب تطبيق كفاءات الزيادة بالأسعار. يبادر هذا القسم بتقديم طلبات لتقارير خاصة من السلطة التي تستعمل لغرض تنفيذ الرقابة على الزيادة من الأسعار.

### قسم الترخيص
هذا القسم مسؤول عن منح التراخيص لنشاط منتجي الكهرباء، وبتواصل مع طالبي التراخيص في مجالات الإنتاج، التخزين والتوزيع، ويقوم بمنح توصيات امام أعضاء السلطة لمنح التراخيص كما يجب، ويراقب على تطبيق الشروط وفقا للقانون.

### قسم الاقتصاد
نشاط القسم يتمحور على الرقابة وفحص النشاط المالي لمزودي الكهرباء. القسم مسؤول عن تحديد مبنى ومستوى الأسعار وطرق تعديلها. يقوم القسم بتحديد اسعار خدمات مختلفة تمنح من قبل مزودي الخدمات الخاص وقدرة تأثيرها على الأسعار. يفحص قسم الاقتصاد بالتعاون مع الجهات المختلفة في السلطة الأسعار المعدلة للخدمات المحددة في اطار انظمة مختلفة التي يتم تحديدها من قبل الجهات في اطار نشاطهم المتواصل.

### قسم الهندسة
هذا القسم مسؤول عن أمانة وجودة تزويد الكهرباء، مسؤول عن الخدمات المتعلقة بأمانة تزويد وجودة الكهرباء، بما في ذلك مجال التوصيلات، سياسة النقص، سياسة التطوير في مستوى التنفيذ، أعمال مبادرة، مواضيع غير متفق عليها، الاختيار الصحيح. إن القسم مسؤول أيضا عن فحص دراسات الجدوى ودراسات التوصيل للمنتجين المستقلين لشبكة التوزيع والتخزين.

### قسم الاستهلاك وتوجهات الجمهور
القسم مسؤول عن تحديد المعايير في موضوع الاستهلاك ويقوم بتنفيذ الرقابة والفحص بالنسبة لتطبيق تعليمات المعايير بواسطة تقارير والرقابة في الميدان. القسم مسؤول عن تطبيق تعليمات قانون حرية المعلومات. قسم توجهات الجمهور يعمل مع جمهور المستهلكين ومنظمات الاستهلاك المختلفة وأيضا مع جهات داخلية حكومية وخارجية أخرى في مجالات الاستهلاك المختلف. يفحص القسم شكاوى المستهلكين التي قاموا بتقديمها ضد مزودي الكهرباء، وتحدد بشأنها. ان قرارته بالنسبة للملفات تلزم مزودي الكهرباء.

### قسم الاستراتيجية والرقابة السياسية
قسم الاستراتيجية والرقابة السياسية مسؤول على تمثيل السلطة وتنسيق نشاطها امام جهات خارجية مسؤولة في الحكومة، في القطاع العملي والأكاديمي. تطوير وتعميق التعاون المهني للسلطة مع منظمين محليين في البلاد والعالم، تطوير وبلورة السياسة العامة، تحديد المواقع والعلامات التجارية لسلطة الكهرباء وتحديد إستراتيجية للعلاقات العامة للسلطة. وإضافة لهذا القسم مسؤول عن جهاز الاعلام للسلطة.

### قسم جودة البيئة
نشاط القسم يتمحور حول الانعكاسات لجودة البيئة على النشاط في قطاع الكهرباء، تطوير سياسات لطاقات متجددة، تحليل أسعار اقتصادية وكيفية تطبيقها. في اطار عمله مسؤول القسم على العلاقة بين الجهات المختلفة في القطاع في المجالات المتعلقة لجودة البيئة ويرافق الأقسام المهنية في السلطة في هذا المجال.